# Lamb of God
Lamb of God (с англ. — «Агнец Божий») — американская грув-метал-группа, образовавшаяся в 1994 году в Ричмонде, штат Вирджиния, изначально известная как Burn the Priest, но изменившая название после выпуска дебютного (именного) альбома в 1998 году. Коллектив считается лидером Новой волны американского хэви-метала.
С момента основания Lamb of God выпустили девять студийных и один концертный альбом, а также три DVD. Четыре альбома, Sacrament (2006), Wrath (2009), Resolution (2012)  и VII: Sturm und Drang (2015), имели значительный коммерческий успех, поднявшись в первую десятку Billboard 200. Первый из них в 2007 году принес группе номинацию Грэмми (в категории Best Metal Performance за трек «Redneck») и разошёлся тиражом 270 тысяч. Общий объём продаж альбомов группы в США приближается к двум миллионам экземпляров.

## История группы
История Lamb of God начинается в 1990 году, когда Крис Адлер (англ. Chris Adler), Марк Мортон и Джон Кэмпбелл (англ. John Campbell) оказались соседями по общежитию в Virginia Commonwealth University. В те же дни английский язык в том же университете изучал и Рэнди Блай: он слушал радикальный панк, в то время, как его будущие коллеги предпочитали такие группы, как Dokken и Danzig.
Четыре года спустя трио — под названием Burn The Priest — собралось в доме, который снимал Крис в Чёрч-хилле, Ричмонд, чтобы начать репетиции. «Там не было даже отопления: керосин и пиво Black Label служили нам топливом», — вспоминал Кемпбелл. К этому времени Мортон временно покинул состав (чтобы заняться защитой диплома) и был заменен Эйбом Спиэром (англ. Abe Spear). Вскоре (после выхода третьего демо) в состав пришёл вокалист Рэнди Блай, а затем вернулся и Мортон. В этом составе квартет выпустил альбом Burn the Priest и два сплита: с Agents of Satan и ZED. После того, как в конце 1999 года в состав вошел гитарист Вилли Адлер (брат Криса), название группы было изменено на Lamb of God. Причиной послужили проблемы в концертной деятельности, вызванные тем, что некоторые владельцы концертных площадок отказывали группе из-за «злого» названия.

Заключив контракт с Prosthetic Records, группа с продюсером Стивом Остином (Converge, Today is the Day, Unsane) записала дебютный альбом New American Gospel. Вокалист Блай вспоминал:
В то время меня преследовали две проблемы: нищета и пьянство. Впрочем, то же мог о себе сказать каждый участник ансамбля. Интересное было время. Если быть совершенно откровенным, я понятия не имел, чем занимаюсь и во что ввязываюсь. Мой вокал был записан за день, а весь альбом — за четыре дня. Помню, когда я записывал вокал, все толпились вокруг, глазели и повторяли: «Ну же, быстрей, деньги кончаются». Я потихоньку зверел: и так один тейк за другим штампую, а им все кажется, что медленно! Но в конечном итоге получилась самая, если можно так выразиться, чистая наша пластинка. Мы ничего не ждали от неё, когда начинали, обладали минимумом средств и думаю из-за этого прозвучали очень честно.Р. Блай. Kerrang!, март 2009
В числе ключевых треков альбома участники группы впоследствии называли заключительный, «O.D.H.G.A.B.F.E.» («Officer Dickhead Got A Black Fucking Eye») — своего рода «отчет» о стычке, происшедшей между Lamb of God и полицейскими Сан-Диего
.
Альбом имел относительный успех, получил ротацию на MTV и группа вышла в продолжавшиеся два года гастроли, выступая с такими коллективами, как Cannibal Corpse, Mushroomhead, GWAR, Six Feet Under, Killswitch Engage, Shadows Fall, Amen. Осенью 2002 года журнал «Revolver» включил New American Gospel в список «величайших металлических альбомов всех времен».

Завершив двухлетние гастроли, Lamb of God записали второй альбом As the Palaces Burn, записанный с продюсером Девином Таунсендом (Strapping Young Lad, Soilwork, Stuck Mojo) и при участии приглашенного гитариста Криса Поланда (экс-Megadeth). Рэнди Блай:
…Тот факт, что мы к этому времени успели получить свою долю скандальной известности, это мало помогло нам в студийной работе. Группа записывалась 24 часа в сутки, я же — уезжал на велосипеде из ресторана, где тогда работал, сквозь пургу мчался в студию и работал всю ночь. Спал под ударной установкой Криса <Адлера, барабанщика LOG>, а убирался восвояси, когда тот приезжал записывать свою партию. Девин Таунсенд был продюсером альбома, и положа руку на сердце, могу сказать, что мы едва не довели его до нервного срыва. Дошло до того, что мы с женой вынуждены были сводить его в ресторан, просто чтобы дать возможность снова почувствовть себя нормальным человеком. Работать с нами очень нелегко, и то был уж точно — не самый наш легкий альбом.Рэнди Блай. Kerrang!, 2009
Альбом вышел 6 мая 2003 года и впоследствии журналами Revolver Magazine и Metal Hammer был признан лучшим альбомом 2003 года. В апреле группа начала гастроли по США с Chimaira, Eighteen Visions, Atreyu, а осенью выступила в составе Headbangers Ball Tour, в ходе которого записала материал для будущего DVD «Terror and Hubris», куда вошли концертные съемки и документальный фильм. DVD вышел в начале 2004 года (презентация состоялась на MTV) и поднялся до 31 места в Billboard Top Music Videos Сhart. Одновременно лейбл Prosthetic Records перевыпустил ограниченным тиражом виниловую версию As the Palaces Burn.
После выступления на фестивале Оззфест 2004 года Lamb of God выпустили на Epic Records альбом Ashes of the Wake, записанный продюсером Machine при участии Крис Поланда, а также гитариста Testament Алекса Сколника. Вокалист Рэнди Блай с благодарностью вспоминал помощь продюсера в записи вокальных партий («…Смешно сказать, но в конечном итоге Machine сам запел — не просто, как я, а подчас лучше меня»). Альбом (более политизированный, чем предыдущие: основной его темой стала война в Ираке) дебютировал на #27 в Billboard 200 и в течение первой недели после выхода разошелся тиражом 35 тысяч экземпляров (общий тираж его составил около 260 тысяч). Одна из песен альбома, «Now You’ve Got Something to Die For», была использована французской компанией Wanadoo в своей рекламе на британском телевидении.
Группа поддержала релиз продолжительными гастролями, выступив вновь на Ozzfest’e, после чего подключилась в 2005 году к туру Sounds of the Underground. Альбом вышел на #2 в списке лучших альбомов года журнала Revolver Magazine (уступив группе Mastodon с их альбомом Leviathan), а позже оказался на #49 в списке «Величайших гитарных альбомов всех времен» (англ. The Greatest Guitar Albums of all Time) журнала Guitar World. В ходе гастролей был записан материал для следующего концертного CD/DVD «Killadelphia». DVD впоследствии получил статус платинового.

В августе 2006 года Lamb of God выпустили пятый студийный альбом Sacrament, дебютировавший в Billboard 200 на 8 месте и получивший в целом положительные рецензии, в частности, от Stylus Magazine, Blender и IGN (здесь его назвали одним из лучших метал-альбомов 2006 года). Рэнди Блай:
Процесс создания «Sacrament» можно сравнить, разве что, с актом крайне болезненной дефекации. Много всякой дряни, происходившей в моей жизни, нужно было выбросить наружу… В «Sacrament» мы впервые сознательно решили отойти от политики и сделать личную пластинку. Могу сказать откровенно: иногда это было нечто совершенно невыносимое. Один урок я из всего этого точно извлёк: теперь я знаю, что точно не хочу записывать вокал близко от своего дома. Трудно погрузиться в музыку, когда тебя окружают семья, друзья и Xbox’ы. В конечном итоге, наверное, и мне и группе нужно было выпустить такую пластинку, но могу с уверенностью сказать, что вернуться в ту область, куда завела меня запись альбома, я бы никогда не хотел.Рэнди Блай, Kerrang!, 2009
В США альбом за первую неделю разошёлся 63-тысячным тиражом (впоследствии было продано более 270 тысяч экземпляров) и поднялся до #8 в Billboard 200. В Британии группа подписала контракт с Epic Records: лейбл (как утверждает Kerrang!) «отнесся к ней с полным равнодушием», и тем не менее тираж альбома здесь составил 30 тысяч.
В поддержку Sacrament группа дала аншлаговый концерт в лондонской «Астории», после чего выступила в нескольких больших турне, включая The Unholy Alliance со Slayer, Mastodon, Children of Bodom, Thine Eyes Bleed, а также Gigantour, с Megadeth и на главных сценах «Оззфеста» и Download Festival. За «Redneck» группа была номинирована на Best Metal Performance (2007, Grammy Awards) но уступила Slayer («Eyes of the Insane»). В декабре 2007 года LoG перевыпустили пятый альбом — как «Sacrament: Deluxe Producer Edition», на втором диске предоставив слушателю техническую возможность перепродюсировать каждый трек, записав авторский микс. «Иногда приходится придумывать нечто особенное, чтобы твой альбом покупали, а не скачивали», — признался Блай..
В 2008 году группа взяла паузу для подготовки нового материала, лишь в декабре проведя совместные гастроли с Metallica. Альбом 2009 года Wrath (Epic), увидевший свет в феврале 2009 года, был записан с продюсером Джошем Уилбуром. Пластинка дебютировала в Billboard 200 со второй позиции, и за первую неделю продаж разошлась тиражом в 68 000 экземпляров.

Как отмечал Kerrang!, «…Wrath как раз и даёт ответ на вопрос о том, что заставляет пристально следить за группой самую вдумчивую часть metal-аудитории. Музыка альбома ошеломляет и опустошает, но тексты при этом сработаны мастерски… Одна из его песен, Contractor, рассказывает о современных наемниках, причём Блай провел на эту тему специальное научное исследование, начав его в документах XVI века…»
Основная тема пластинки — саморазрушение. Она о том, как мы — общество, страна, группа — уничтожаем себя, даже когда пытаемся себя защитить… Думаю, очень вероятно, что происходящее <на Земле> — часть какого-то общего плана, которым руководствуется природа. Есть мнение, что после индустриальной революции человечество стало превращаться в <планетарную> болезнь, и что — как и любой нормальный организм — планета пытается от этой болезни избавиться.Рэнди Блай.
В январе 2010 года Lamb of God были номинированы на Grammy за «Set to Fail» (в номинации Best Metal Performance), но уступили Judas Priest. В феврале 2010 года группа выступила на Download Festival (это было её третье здесь появление). Весной 2010 года Lamb of God провели концерты азиатского тура, впервые выступив на Филиппинах и в Индии (где приняли участие в фестивале Summer Storm в Бангалоре). 19 апреля 2010 года на IGN вышел «рабочий» видео, запечатлевший работу группы над записью нового сингла «Hit the Wall», который (без партии вокала) уже выложен для скачивания в Интернете.. Заглавный трек сингла использован в видеоигре «Iron Man 2», вышедшей 4 мая 2010 года.
В июне 2012 года в Праге вокалист Рэнди Блай был арестован полицией за причинение смерти по неосторожности, совершённое 24 мая 2010 года. Тогда на выступлении Lamb of God подвыпивший зритель забрался на сцену, мешая группе играть, и Рэнди вышвырнул его со сцены обратно в зал. Неудачно упав с высоты сцены, зритель получил травмы, от которых скончался. За Блайта уже внесён залог в размере 200 000 долларов. 5 марта 2013 года Рэнди Блайт признан невиновным Пражским городским судом.
В июне 2019 года Рэнди Блай в интервью, на вопрос  поводу возвращения Криса Адлера в группу на время гастролей,  заявил что у него нет комментариев по этому поводу и что «трудно понять, что произойдет с Крисом Адлером».
19 июля 2019 года группа выпустила заявление, в котором сообщалось, что группу действительно покинул Крис Адлер, а бывший барабанщик Winds of Plague, Артур Круз, станет постоянным барабанщиком группы. Так же, в заявлении сообщалось, что группа начала подготовку к записи десятого альбома.
19 июня 2020 года группа выпускает десятый студийный альбом Lamb of God.
В июне 2022 года группа анонсировала одиннадцатый студийный альбом Omens, выход которого запланирован на 7 октября того же года на лейбле Epic Records. Кроме этого, в сентябре группа начнёт масштабный тур совместно с Killswitch Engage, Baroness, Suicide Silence, Motionless in White, Spiritbox, Animals as Leaders и Fit for an Autopsy. 10 февраля 2023 года Lamb of God совместно с Kreator выпустили сингл «State Of Unrest» и анонсировали одноименный с песней тур по Европе.

## Дискография

### Burn the Priest

#### Студийные альбомы
| Год  | Альбом                                                                                 | Примечания                |
| ---- | -------------------------------------------------------------------------------------- | ------------------------- |
| 1999 | Burn the Priest - Выпущен: 13 апреля 1999 - Лейбл: Legion (Terror13 — 04) - Формат: CD | - Перевыпущен Epic в 2005 |
| 2018 | Legion: XX - Выпущен: 18 мая 2018 - Лейбл: Legion, Epic Records - Формат: CD           |                           |

#### EP
| Год  | EP                                                                                              | Примечания                                             |
| ---- | ----------------------------------------------------------------------------------------------- | ------------------------------------------------------ |
| 1997 | Burn the Priest / ZED - Лейбл: Goatboy Farms Recordings (Gb001) - Формат: 7-дюймовый сингл      | - Первый релиз лейбла - Ограниченный тираж: 1,000 экз. |
| 1998 | Burn the Priest / Agents of Satan - Лейбл: Deaf American (da0-05000) - Формат: 7-дюймовый сингл |                                                        |

### Lamb of God

#### Студийные альбомы
| Год  | Альбом                                                                                          | Высшая позиция в чартах | Высшая позиция в чартах | Высшая позиция в чартах | Высшая позиция в чартах | Высшая позиция в чартах | Высшая позиция в чартах | Высшая позиция в чартах | Высшая позиция в чартах |
| Год  | Альбом                                                                                          | US                      | CAN                     | AUS                     | AUT                     | FIN                     | GER                     | SWI                     | UK                      |
| ---- | ----------------------------------------------------------------------------------------------- | ----------------------- | ----------------------- | ----------------------- | ----------------------- | ----------------------- | ----------------------- | ----------------------- | ----------------------- |
| 2000 | New American Gospel - Выпущен: 26 сентября, 2000 - Лейбл: Metal Blade (#14345) - Формат: CD     | —                       | —                       | —                       | —                       | —                       | —                       | —                       | —                       |
| 2003 | As the Palaces Burn - Выпущен: 6 мая, 2003 - Лейбл: Prosthetic (#10008) - Формат: CD (+DVD), LP | —                       | —                       | —                       | —                       | —                       | —                       | —                       | —                       |
| 2004 | Ashes of the Wake - Выпущен: 31 августа, 2004 - Лейбл: Epic (#90702) - Формат: CD, LP, DualDisc | 27                      | —                       | —                       | —                       | —                       | —                       | —                       | —                       |
| 2006 | Sacrament - Выпущен: 22 августа, 2006 - Лейбл: Epic (#83385) - Формат: CD (+DVD), LP            | 8                       | —                       | 25                      | —                       | —                       | —                       | —                       | 89                      |
| 2009 | Wrath - Выпущен: 24 февраля, 2009 - Лейбл: Epic (#37592) - Формат: CD, LP                       | 2                       | 1                       | 8                       | 53                      | 5                       | 61                      | 56                      | 25                      |
| 2012 | Resolution - Выпущен: 24 января 2012 - Лейбл: Epic - Формат: CD, LP                             | 3                       | 2                       | 3                       | 28                      | 5                       | 37                      | 30                      | 19                      |
| 2015 | VII: Sturm und Drang - Выпущен: 24 июля 2015 - Лейбл: Epic, Nuclear Blast - Формат: CD, LP      | 3                       | 1                       | 2                       | 12                      | 3                       | 12                      | 5                       | 7                       |
| 2020 | Lamb of God - Выпущен: 19 июня 2020 - Лейбл: Epic, Nuclear Blast - Формат: CD, LP               | 15                      | 11                      | 5                       | 8                       | 6                       | 44                      | 4                       | 16                      |
| 2022 | Omens - Выпущен: 7 октября 2022 - Лейбл: Epic, Nuclear Blast - Формат: CD, LP                   |                         |                         |                         |                         |                         |                         |                         |                         |

#### Концертные альбомы
| Год  | Альбом                                                                                    | Примечания |
| ---- | ----------------------------------------------------------------------------------------- | ---------- |
| 2005 | Killadelphia - Released: December 13, 2005 - Label: Epic (#75765) - Format: CD (+DVD), LP |            |

#### Видеоальбомы
| Год  | Видеo                                                                                       | Примечания                                      | Сертификация             |
| ---- | ------------------------------------------------------------------------------------------- | ----------------------------------------------- | ------------------------ |
| 2004 | Terror and Hubris - Выпущен: 13 января 2004 - Label: Epic (#56401) - Format: DVD            | - #31 позиция в Billboard Top Music Video chart |                          |
| 2005 | Killadelphia - Выпущен: 10 мая 2005 года - Лейбл: Epic (#57316) - Формат: DVD (+CD)         | - #4 позиция в Billboard Top Music Video chart  | US: Платиновый           |
| 2008 | Walk with Me in Hell - Выпущен: 10 июня 2008 года - Лейбл: Epic (#8287685327) - Формат: DVD | - #2 позиция в Billboard Top Music Video chart  | US: Золотой AUS: Золотой |

#### Музыкальные видео
| Год  | Заголовок                             | Режиссёр         |
| ---- | ------------------------------------- | ---------------- |
| 2002 | «Black Label»                         | Will Carsola     |
| 2003 | «11th Hour»                           | Jason Joseph     |
| 2003 | «Ruin»                                | Dan Rush         |
| 2003 | «As the Palaces Burn»                 | Dan Rush         |
| 2004 | «Laid to Rest»                        | Chris Sims       |
| 2005 | «Now You’ve Got Something to Die For» | Doug Spangenberg |
| 2006 | «Redneck»                             | Bill Fishman     |
| 2008 | «Walk with Me in Hell»                | Doug Spangenberg |
| 2009 | «Set to Fail»                         | Doug Spangenberg |
| 2012 | «Desolation»                          |                  |
| 2013 | «Vigil»                               |                  |
| 2015 | "Overlord"                            |                  |
| 2015 | "512"                                 |                  |
| 2016 | "Embers"                              |                  |
| 2020 | "Memento Mori"                        |                  |

## Состав
| |  |  |  |
| Участники Lamb Of God во время выступления на фестивале With Full Force в 2007 году (слева направо): Рэнди Блай (вокал), Марк Мортон (соло и ритм гитара), Вилли Адлер (ритм гитара), Джон Кэмпбелл (бас гитара) |  |  |  |

- Рэнди Блай — вокал (1995 — настоящее время)
- Марк Мортон — соло и ритм гитара (1994, 1997 — настоящее время)
- Вилли Адлер — ритм гитара (1999 — настоящее время)
- Джон Кэмпбелл — бас-гитара (1994 — настоящее время)
- Артур Круз — ударные (2019— настоящее время)

### Бывшие участники
- Эйб Спир — гитара (1994—1998).
- Крис Адлер — ударные (1994 — 2019)